# Thomas Højrup
Thomas Højrup (ur. 15 lipca 1953) – duński etnolog.

## Życiorys
W 1984 uzyskał tytuł profesora nadzwyczajnego. W 2004 został profesorem Uniwersytetu Kopenhaskiego. Wykładał też na SAXO-Instituttet. W 1983 napisał książkę Det glemte folk. Livsformer og centraldirigering (pol. Zapomniany lud), w której opisał przepaść pomiędzy prawem, a rzeczywistą sytuacją duńskiego społeczeństwa, która generuje konflikty polityczno-społeczne. Książka ta uzyskała duża popularność i była wykorzystywana w planowaniu zadań dla duńskiej pomocy społecznej i opieki zdrowotnej. Autor, dzięki opublikowaniu innych swoich prac (m.in. Omkring livsformsanalysens udvikling z 1996), przyczynił się również do rozwoju metodyki analizy stylów życia. W 2002 wydał kolejną pracę - Dannelsens dialektik. Etnologiske udfordringer til det glemte folk.